# Martin Moder

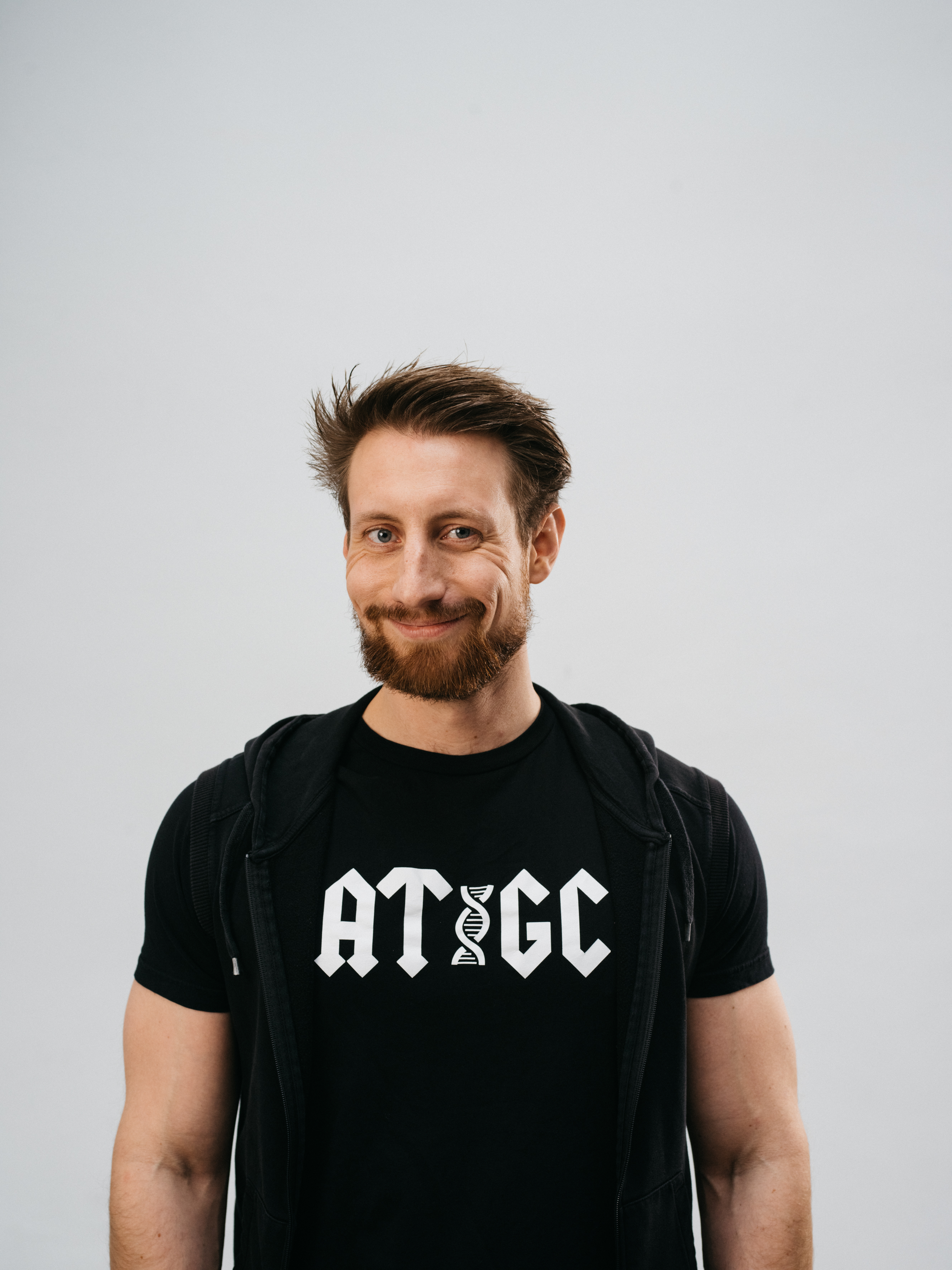
Martin Moder (2020)

Martin Moder (* 10. Jänner 1988 in Wien) ist ein österreichischer Molekularbiologe, sowie Autor populärwissenschaftlicher Bücher und Teil der Wissenschaftskabarettgruppe Science Busters.

## Leben und Werk
Moder studierte Mikrobiologie und Genetik an der Universität Wien und schloss 2014 am Institut für Molekulare Biotechnologie (IMBA) seinen Master in Molekularbiologie ab, in dessen Rahmen er Hirntumorforschung an Fruchtfliegen betrieb. Von 2014 bis 2017 forschte er für seine Dissertation am Zentrum für Molekulare Medizin (CeMM) an seltenen Erbkrankheiten und beendete das Doktoratsstudium erfolgreich im Jahr 2018.
Den ersten Kontakt mit Wissenschaftskommunikation hatte er als mehrjähriger Tutor in dem Mitmachlabor Vienna Open Lab. 2013 nahm Moder in Graz zum ersten Mal an einem Science-Slam teil, gewann diesen und wurde 2014 in Kopenhagen zum ersten Science-Slam Europameister gewählt. Sein erstes Buch „Treffen sich zwei Moleküle im Labor“ beschäftigt sich mit einem breiten Themenspektrum der Molekularbiologie und erschien im September 2016 im Ecowin Verlag. Sein zweites Buch „Genpoolparty“ beschäftigt sich mit der Optimierung des Menschen und erschien im Februar 2019 im Hanser Verlag.
Als Mitglied der Science Busters spricht er regelmäßig Wissenschaftskolumnen für Radio FM4 ein.
Moder ist aktives Mitglied in der Gesellschaft für kritisches Denken (GkD), die Wiener Regionalgruppe der Gesellschaft zur wissenschaftlichen Untersuchung von Parawissenschaften (GWUP) und widmet sich durch Vorträge und Fernsehauftritte vorwiegend der Aufklärung von Gentechnik- und Medizin-Mythen. Im November 2016 stand Moder zum ersten Mal mit den Science Busters auf der Bühne und ist seitdem reguläres Mitglied der Wissenschaftskabarettgruppe.
Seit April 2020 gehört er zur Stammbesetzung des Talkformats Ferngespräch von Tommy Krappweis auf dem Twitch-Kanal WildMics, das sich um Verschwörungsmythen, Forschung und gesellschaftliche Entwicklungen dreht.
Moder hat eine wöchentliche Rubrik in dem Wissensmagazin „Fannys Friday“ auf ORF 1, in der er seit September 2020 wissenschaftliche Phänomene für ein junges Publikum erklärt.
Im Laufe der Corona-Pandemie startete Moder den YouTube-Kanal MEGA (Make Europa Gscheit Again). Er widmet sich der Aufklärung von Corona-Mythen und klärt Fragen rund um die Impfstoffe. Seit Februar 2021 wird der Kanal zusätzlich von Christina Alma Emilian (Public Health) und Florian Aigner (Physiker) bespielt. Einige der Videos Moders wurden vom Robert Koch-Institut übernommen. Der YouTube-Kanal ist Teil der Initiative #EuropaGegenCovid19, die 2021 mit dem Kaiser-Maximilian-Preis für Europäische Verdienste ausgezeichnet wurde.
Für seine Aufklärungsarbeit im Laufe der Corona-Pandemie wurde Moder 2021 vom Österreichischen Roten Kreuz der Humanitätspreis der Heinrich-Treichl-Stiftung verliehen.
2021 wurde Moder in Göttingen mit dem erstmals verliehenen LifeScienceXplained Preis für neue Kommunikation ausgezeichnet.
2023 übernahm Moder die Ehrenpatenschaft des Pazifischen Trompetenfisches im Haus des Meeres und begründete dies mit der Aussage: „Als ich die Kopfform des Fisches sah, konnte ich mich sofort mit ihm identifizieren und gab ihm den Spitznamen ‚Nasi‘.“
2025 erwarb er bei einem Kurs des österreichischen Arbeitsmarktservice ein Zertifikat als Quantenheiler

## Auszeichnungen
- Verleihung des Titels Science-Slam Europameister (2014)[15]
- Als Mitglied der Science Busters:
  - Kleinkunstpreis Salzburger Stier (2018)[16]
  - Publikumspreis beim Österreichischen Kabarettpreis (2018)[17]
  - Publikumspreis beim Österreichischen Kabarettpreis (2022)[18]
- Humanitätspreis der Heinrich-Treichl-Stiftung für herausragendes humanitäres Engagement im Laufe der Corona-Pandemie. Verliehen vom Österreichischen Roten Kreuz (2021)[11]
- Als Teil der Initiative #EuropaGegenCovid19:
  - Kaiser-Maximilian-Preis für Europäische Verdienste (2021)[19]
  - Europa-Staatspreis 2023 – Kategorie: Grenzenloses Europa (2023)[20]
- LifeScienceXplained Preis für neue Kommunikation (2021)[21]
- Schweizer Freidenkerpreis für aufklärerisches Engagement in der Corona-Pandemie (2021)[22]
- Kardinal-Innitzer-Würdigungspreis für wissenschaftlich fundierte Publizistik (2023)[23]

## Bücher
- Wissenschaft ist das, was auch dann gilt, wenn man nicht dran glaubt (Co-Autor), Carl Hanser Verlag, September 2022, ISBN 978-3-446-27418-1[24]
- Global Warming Party (Co-Autor), Carl Hanser Verlag, September 2020, ISBN 978-3-446-26839-5
- Genpoolparty: Wie die Wissenschaft uns stärker, schlauer und weniger unausstehlich macht, Carl Hanser Verlag, Februar 2019, ISBN 978-3-446-26190-7
- Treffen sich zwei Moleküle im Labor, Ecowin, Salzburg 2016, ISBN 978-3-7110-0093-4

## Hörbücher
- Winter is coming : die Wissenschaft von Game of Thrones (Co-Autor, Co-Sprecher), Der Hörverlag, München, 2019, ISBN 978-3-844-53645-4